# SN 2010gl
SN 2010gl – supernowa typu Ia odkryta 18 lipca 2010 roku w galaktyce NGC 6189. W momencie odkrycia miała maksymalną jasność 18,80m.